# 电幕
电幕是乔治·奥威尔小说《一九八四》中想像的一个设备。它是具有电视和远程监控功能的器具，大洋国核心党用它来监视和控制党员，防止秘密的造反行动的发生，所有的核心党员和外围党员以及部分无产者都必须持有电幕。 
核心党员，比如奧勃良，有权力暂时关闭电幕，但为了保障自身安全也只能关闭大约30分钟。思想警察监视着电幕的画面。但是书中从未说过思想警察一次可监视多少电幕。电幕是非常灵敏的，如温斯顿所说：“一个背影都可能将你出卖”。
电幕除了监控功能外，也具有电视广播的功能，电幕上常常播放大洋国的新闻，叛变者的供述，以及两分钟仇恨。绝大多数节目是由新话播送的。

## 註解
1. ↑  英文原名telescreen，在不同中譯本裡，此詞可能譯為電幕、電視幕、電視屏、螢光幕。